# An Unseen Enemy
An Unseen Enemy é um filme mudo norte-americano de 1912 em curta-metragem, do gênero ação e suspense, dirigido por D. W. Griffith e foi o primeiro filme a ser feito estrelando as atrizes Lillian Gish e Dorothy Gish. Foi filmado em Fort Lee, Nova Jérsei.

## Elenco
- Elmer Booth
- Lillian Gish
- Dorothy Gish
- Harry Carey
- Robert Harron
- Grace Henderson
- Charles Hill Mailes
- Walter Miller
- Henry B. Walthall
- Adolph Lestina
- Antonio Moreno
- Erich von Stroheim